# Adamu Abubakar
Sadiq Abubakar Adamu (9 giugno 1997) è un calciatore nigeriano, attaccante del Plateau Utd.

## Carriera

### Club
Cresciuto nella GBS Academy, il 19 agosto 2015 Abubakar è stato ingaggiato ufficialmente dai norvegesi dell'Haugesund, a cui si è legato con un contratto quadriennale. Non ha giocato alcuna partita ufficiale in squadra.
Successivamente a questa esperienza, ha vestito le casacche di Yobe Desert Stars ed Heartland. Dal 2020 è passato all'Enyimba.

## Statistiche

### Presenze e reti nei club
Statistiche aggiornate all'11 novembre 2022.
| Stagione       | Club           | Campionato     | Campionato | Campionato | Coppe nazionali | Coppe nazionali | Coppe nazionali | Coppe continentali | Coppe continentali | Coppe continentali | Supercoppe | Supercoppe | Supercoppe | Totale | Totale |
| Stagione       | Club           | Comp           | Pres       | Reti       | Comp            | Pres            | Reti            | Comp               | Pres               | Reti               | Comp       | Pres       | Reti       | Pres   | Reti   |
| -------------- | -------------- | -------------- | ---------- | ---------- | --------------- | --------------- | --------------- | ------------------ | ------------------ | ------------------ | ---------- | ---------- | ---------- | ------ | ------ |
| ago.-dic. 2015 | Haugesund      | ES             | 0          | 0          | CN              | -               | -               | -                  | -                  | -                  | -          | -          | -          | 0      | 0      |
| 2020-2021      | Enyimba        | PL             | ?          | ?          | CN              | -               | -               | CAF CL+CCC         | 4+2                | 0                  | -          | -          | -          | 6+     | 0+     |
| 2021-2022      | Enyimba        | PL             | ?          | ?          | CN              | -               | -               | CCC                | 3                  | 1                  | -          | -          | -          | 3+     | 1      |
| 2022-2023      | Enyimba        | PL             | ?          | ?          | CN              | -               | -               | -                  | -                  | -                  | -          | -          | -          | ?      | ?      |
| Totale Enyimba | Totale Enyimba | Totale Enyimba | ?          | ?          |                 | ?               | ?               |                    | 9                  | 1                  |            | -          | -          | 9+     | 1+     |
| Totale         | Totale         | Totale         | ?          | ?          |                 | ?               | ?               |                    | 9                  | 1                  |            | -          | -          | 9+     | 1+     |